# Sárga korallgomba
A sárga korallgomba (Ramaria flava) az Agaricomycetes osztályának Gomphales rendjébe, ezen belül a korallgombafélék (Ramariaceae) családjába tartozó faj. A magyar nyelvterület némely vidékein seprűgombának nevezik. Gímes és Nyitragerencsér környékén csibelábnak is nevezik.

## Előfordulása
A sárga korallgomba Európában az egyik legnagyobb termetű korallgombafaj, lomb-, tűlevelű és elegyes erdőkben, különösen bükkök és lucfenyők alatt nő. Júniustól októberig terem. Európán kívül Chilében és Dél-Brazíliában is őshonos.

## Megjelenése
A termőtest magassága 15-20 centiméter, átmérője 10-15 centiméter. Fehéres tönkjéből többszörösen osztott vastag és cserjére emlékeztető, egyenesen felálló ágacskák nőnek, amelyek többé-kevésbé hengeresek, de oldalról összenyomottak is lehetnek. Az ágak gyakran két kis tompa csúcsba végződnek vagy szabálytalanul lecsapottak, színük világító, világos kankalinsárga vagy tojássárga. Az alsó ágak a tönk körül fiatalon gyakran vöröses befuttatásúak, idősebb korban világos okker tónusúak.

## Felhasználhatósága
A gomba fehér, gyengén szívós, merev húsa kissé kesernyés ízű. Kizárólag a fiatal gombákat szabad felhasználni, a nagyon idősek hashajtó hatásúak. A gombát használat előtt le kell forrázni, így kitűnő paprikás készül belőle.

## Összetéveszthetősége
Könnyen összetéveszthető a cifra korallgombával (Ramaria formosa), amely azonban halványabb színű és erős hasmenést okozhat, de nem súlyosan mérgező gomba.